# Posavska statistična regija
Posavska statistična regija je ena od dvanajstih statističnih regij Slovenije. Regija se je do 1. 1. 2015 imenovala Spodnjeposavska statistična regija.  

## Posavska statistična regija
Zelo dobra prometna dostopnost, rodovitni dolini Save in Krke, gričevnat svet vinogradov ter obilo vodnega bogastva ustvarjajo podobo druge najmanjše slovenske regije. Največje urbano središče je Krško. Poznana je po čateški termalni rivieri in edini jedrski elektrarni v državi.  
Obsega 4,8 % površine Slovenije
Posavska statistična regija je z 968 km2 druga najmanjša, vendar je od najmanjše, zasavske regije, dvakrat večja. V njej so na sredini leta 2023 živeli približno 4 % prebivalcev Slovenije. Z 79 prebivalci na km2 je spadala med manj poseljene regije v Sloveniji.
Prebivalstvo
Povprečna starost prebivalcev v letu 2023 je znašala 44,8 leta. To je bilo 2,3 leta več kot v osrednjeslovenski regiji, ki je imela najnižjo povprečno starost, a 1,8 leta manj kot v pomurski regiji, kjer je bila povprečna starost najvišja. Delež prebivalcev, mlajših od 15 let, je dosegel 14,8 %, kar je bilo rahlo pod povprečjem (14,9 %). Delež starejših od 64 let pa je znašal 22,6 %, kar je bilo 1 odstotno točko nad državnim povprečjem.
Naravni prirast prebivalcev v regiji je obsegal –2,3 na 1.000 prebivalcev, to pomeni več umrlih kot rojenih. Skupni prirast prebivalcev je znašal 42 oseb oz. 0,6 na 1.000 prebivalcev, kar je posledica priseljevanja. Število živorojenih je bilo z 8,9 na 1.000 prebivalcev drugo najvišje za jugovzhodno Slovenijo (9,5 na 1.000 prebivalcev). Celotna stopnja rodnosti, ki izraža povprečno število živorojenih otrok na žensko v rodni dobi (15–49 let) v koledarskem letu, je bila v posavski regiji druga najvišja in je znašala 1,8. Višjo vrednost je imela le jugovzhodna Slovenija (1,9).
Delež otrok, rojenih materam, mlajšim od 20 let, je bil tukaj drugi najvišji (1,8 %). Ženske so bile ob rojstvu vseh otrok sicer v povprečju stare 30,7 leta, kar je bilo pod povprečjem za Slovenijo (31,1 leta). Tretjerojenih ali otrok višjega reda je bilo okoli 19 %, kar je drugi najvišji delež. Največji med regijami je bil količnik maskulinitete, ki je znašal 122, kar pomeni, da se je rodilo toliko dečkov na 100 deklic.
Prebivalcev (25–64 let) z osnovnošolsko izobrazbo ali manj je bilo 13,2 %, kar je bil peti največji delež, delež prebivalcev z višješolsko ali visokošolsko izobrazbo pa četrti najnižji in je znašal 28,2 %. V regiji je bil visok delež prebivalcev z največ srednješolsko izobrazbo (58,6 %). Posavska se je uvrstila v skupino regij z največ diplomantov na 1.000 prebivalcev; tako kot v petih drugih regijah je bilo tukaj 8 diplomantov (na 1.000 prebivalcev).
Razmere na trgu dela
Stopnja delovne aktivnosti je bila v posavski regiji leta 2023 nekoliko višja od državnega povprečja v celotni državi; bila je 70,7-odstotna. Razlika med stopnjama delovne aktivnosti pri moških in ženskah je bila v tej in primorsko-notranjski regiji najvišja (10,9 odstotne točke razlike). Med moškimi je bila 75,8-odstotna, med ženskami pa 64,9-odstotna. Stopnja anketne brezposelnosti je bila tretja najnižja, 3,0-odstotna. Več kot tretjina (36 %) delovno aktivnih prebivalcev te regije je delala v drugi regiji. Največ (42 %) jih je na delo odhajalo v osrednjeslovensko regijo in jugovzhodno Slovenijo (37 %). Po deležu delovnih migrantov se je uvrstila na tretje mesto za primorsko-notranjsko (45 %) in zasavsko regijo (53 %).
Povprečna mesečna neto plača zaposlenega v tej regiji je bila za 60 EUR oz. 4 % nižja od slovenskega povprečja; znašala je 1.385 EUR.
Gospodarstvo
Bruto domači proizvod na prebivalca je v 2023 znašal 24.729 EUR in je bil za 18 % nižji od povprečja na ravni države. Bruto dodana vrednost (BDV) te regije je predstavljala 2,9 % skupne BDV, ustvarjene v Sloveniji. Neto razpoložljivi dohodek na prebivalca je v tej statistični regiji znašal 16.552 EUR in je bil od povprečja na ravni države nižji za manj kot 1 odstotek. 
V regiji je delovalo nekaj manj kot 6.500 podjetij, v njih pa so delale povprečno po 4 osebe.
Kakovost življenja
Prebivalci posavske regije so po povprečni oceni splošnega zadovoljstva z življenjem s 7,8 (na lestvici od 0 do 10) presegli slovensko povprečje (7,7). Enako stopnjo zadovoljstva so izrazili tudi prebivalci jugovzhodne Slovenije in osrednjeslovenske regije.
Stopnja tveganja revščine je znašala 11,1 %, stopnja tveganja socialne izključenosti pa 12,3 %, Obe vrednosti sta bili med najnižjimi v Sloveniji in pod državnim povprečjem. Regija se je uvrstila tudi med tiste z najvišjim deležem gospodinjstev, ki so ocenila, da njihovo stanovanje ne dobi dovolj dnevne svetlobe; takih je bilo 7 %, enako kot v jugovzhodni Sloveniji in goriški regiji.
Poleg tega je posavska med regijami izstopala po drugem največjem številu obsojenih oseb (polnoletnih in mladoletnih), saj jih je bilo 2,8 na 1.000 prebivalcev. Kljub temu je bilo to število še vedno skoraj dvakrat manjše kot v jugovzhodni Sloveniji, kjer je znašalo 5,4 na 1.000 prebivalcev.
Po številu osebnih avtomobilov na 1.000 prebivalcev (613) in njihovi starosti (11,8 leta) je imela regija tretjo najvišjo vrednost med vsemi regijami.
Okolje
V posavski regiji je nastalo 511 kg komunalnih odpadkov na prebivalca, 7 kg na prebivalca manj, kot je obsegalo povprečje za Slovenijo. Ločeno so od nastalih zbrali 73,8 % komunalnih odpadkov. Gospodinjstvom v posavski regiji je bilo iz javnega vodovoda dobavljenih 33,3 m3 vode na prebivalca, kar je bila tretja najmanjša količina na ravni regij.
Sestavlja jo 6 občin
Največja je bila z 287 km2 občina Krško, sledili sta občini Sevnica (272 km2) in Brežice (268 m2). Največ prebivalcev v regiji, skoraj 26.000 (oz. 34 %), je na sredini leta 2023 živelo v občini Krško, sledila je občina Brežice (24.402).

## Posavska statistična regija v številkah
| Statistični podatki                                               |          |  | Statistični kazalniki                                                                         |        |
| ----------------------------------------------------------------- | -------- |  | --------------------------------------------------------------------------------------------- | ------ |
| Površina, km2, 1. 1. 2023                                         | 968      |  | Gostota naseljenosti, 1. 7. 2023                                                              | 78,5   |
| Število prebivalcev, 1. 7. 2023                                   | 75.974   |  | Povprečna starost prebivalcev, 1. 7. 2023                                                     | 44,8   |
| Naravni prirast, 2023                                             | –171     |  | Delež prebivalcev, starih 0–14 let (%), 1. 7. 2023                                            | 14,8   |
| Število učencev v osnovnih šolah, 2023/2024                       | 6.930    |  | Delež prebivalcev, starih 65 let ali več (%), 1. 7. 2023                                      | 22,6   |
| Število dijakov (po prebivališču), 2023/2024                      | 2.726    |  | Naravni prirast (na 1.000 prebivalcev), 2023                                                  | –2,3   |
| Število študentov (po prebivališču), 2023/2024                    | 2.530    |  | Skupni selitveni prirast (na 1.000 prebivalcev), 2023                                         | 2,8    |
| Število delovno aktivnih prebivalcev (po prebivališču), 2023      | 33.645   |  | Skupni prirast (na 1.000 prebivalcev), 2023                                                   | 0,6    |
| Število zaposlenih oseb (po delovnem mestu), 2023                 | 22.891   |  | Delež prebivalcev, starih 25 do 64 let, z osnovno šolo ali manj, 1. 1. 2023                   | 13,2   |
| Število samozaposlenih oseb (po delovnem mestu), 2023             | 3.456    |  | Delež prebivalcev, starih 25 do 64 let, z višjo ali visoko izobrazbo, 1. 1. 2023              | 28,2   |
| Povprečna mesečna bruto plača na zaposleno osebo (EUR), 2023      | 2.117,30 |  | Stopnja delovne aktivnosti (%), 2023                                                          | 70,7   |
| Število podjetij, 2023                                            | 6.452    |  | Število izdanih gradbenih dovoljenj (na 1.000 prebivalcev), 2023                              | 3,0    |
| Regionalni bruto domači proizvod (mio. EUR), 2023                 | 1.878    |  | Bruto domači proizvod na prebivalca (EUR, tekoči tečaj), 2023                                 | 24.729 |
| Kmetijska zemljišča v uporabi, ha, 2020                           | 29.147   |  | Obsojeni polnoletni in mladoletni (na 1.000 prebivalcev), 2023                                | 2,8    |
| Število prihodov turistov, 2023                                   | 217.095  |  | Število osebnih avtomobilov (na 1.000 prebivalcev), 31. 12. 2023                              | 613    |
| Število prenočitev turistov, 2023                                 | 680.341  |  | Komunalni odpadki, zbrani z javnim odvozom (kg/prebivalca), 2023                              | 385    |
| Vir: Statistični urad Republike Slovenije, Podatkovna baza SiStat |          |  | Vir: Statistični urad Republike Slovenije, Slovenske statistične regije in občine v številkah |        |

## Občine v statistični regiji
- Občina Bistrica ob Sotli
- Občina Brežice
- Občina Kostanjevica na Krki
- Občina Krško
- Občina Radeče
- Občina Sevnica